# 定田
定田（じょうでん）とは、荘園・公領に対する検注によって官物・所当・年貢・公事の賦課対象と認定された田地。荘園・公領における租税賦課の基準となる。定公事田・定公田とも。

## 概要
荘園・公領全体の田地のうち除田を除いたものが定田となるが、恒例の検注及び災害時などに行われる臨時の検注によってその除田の総面積が変化するため、当然定田の面積にも変更をもたらした。
荘園においては年貢・公事が賦課される名田を対象とするのが一般的であるが、荘園領主直営の佃・正作や一色田・給名田をはじめとする雑役免の対象地、散田などを含む。また後には畠も定田に含まれることになった。

## 関連リンク
- 荘園
- 公領